# フレシェ微分
数学におけるフレシェ微分（フレシェびぶん、英: Fréchet derivative）は、モーリス・ルネ・フレシェの名にちなむバナッハ空間上で定義される微分法の一種である。フレシェ微分は、実一変数の実数値函数の導函数を、実多変数のベクトル値函数の場合へ一般化するのに広く用いられ、また変分法で広範に用いられる汎函数微分を定義するのにもつかわれる。
一般に、これは実一変数実数値函数の微分の概念をバナッハ空間上の写像へ拡張するものであり、より一般のガトー微分（古典的な方向微分の一般化）とは対比されるべきものである。
フレシェ微分は解析学や物理科学の至る所（特に、変分法、非線型解析学の多く、および非線型函数解析）で非線型問題に応用を持つ。

## 定義
バナッハ空間 V, W および V の開集合 U に対して、函数 f: U → W が x ∈ U においてフレシェ微分可能であるとは、有界線型作用素 Ax: V → W で
{\displaystyle \lim _{h\to 0}{\frac {\|f(x+h)-f(x)-A_{x}(h)\|_{W}}{\|h\|_{V}}}=0}
を満たすものが存在することを言う。ここでの極限は、V, W を二つの距離空間および上記の式を V の元 h を変数とする函数と見て、距離空間上で定義される通常の函数の極限の意味で取る。この帰結として、この極限は V の非零元からなる点列 ⟨hn⟩
 で零ベクトルへ収斂するもの (hn → 0) 全てに対して存在しなければならない。この極限が存在するとき、これを Df(x) = Ax と書いて、f の x における（フレシェ）微分係数と呼ぶ。U の各点においてフレシェ微分可能な函数 f は、写像
{\displaystyle Df\colon U\to B(V,W);\;x\mapsto Df(x)}
が連続であるとき、C1-級であるという。これは導函数 Df(x) の連続性とは同じでないことに注意すべきである。任意の有界線型作用素は連続であるから、Df(x) = Ax は定義により常に連続である。
この微分の概念は、R から R への線型写像は実数を掛け算する操作に他ならないから、実数直線上の函数 f: R → R の通常の微分を一般化するものである。この場合、Df(x) は函数 t ↦ tf′(x) である。

## 性質
一点で微分可能な函数はその点で連続である。
フレシェ微分を取る操作は、次の意味で線型演算である。二つの写像 f, g: V → W は x において微分可能で、r, s が二つのスカラー（実数もしくは複素数）ならば、rf + sg は x において微分可能で D(rf + sg)(x) = rDf(x) + sDg(x) を満たす。
この文脈では連鎖律も同じく有効である。f: U → Y が点 x ∈ U において微分可能かつ g: Y → W が点 y = f(x) において微分可能ならば、それらの合成 g ∘ f は点 x において微分可能、かつその導函数は各導函数の合成
{\displaystyle D(g\circ f)(x)=Dg(f(x))\circ Df(x)}
になる。

## 有限次元
有限次元空間におけるフレシェ導函数は通常の導函数である。特に、座標系を定めれば、フレシェ導函数はヤコビ行列で表される。
写像 f を Rn の開集合 U 上の函数 f: U → Rm とするとき、f が一点 a ∈ U においてフレシェ微分可能ならば、その導函数は
{\displaystyle Df(a):\mathbb {R} ^{n}\to \mathbb {R} ^{m};\;v\mapsto Df(a)(v):=J_{f}(a)v}
となる。ただし、Jf(a) は f の a におけるヤコビ行列である。
さらに言えば、{ei} を Rn の標準基底として、f の各偏導函数が
{\displaystyle {\frac {\partial f}{\partial x_{i}}}(a)=Df(a)(e_{i})=J_{f}(a)e_{i}}
で与えられる。この導函数は線型写像であるから、任意のベクトル h ∈ Rn に対して、f の h に沿っての方向微分が
{\displaystyle Df(a)(h)=\sum _{i=1}^{n}h_{i}{\frac {\partial f}{\partial x_{i}}}(a)}
で与えられる。f の全ての偏導函数が存在して連続ならば、f はフレシェ微分可能（実は C1-級）である。逆は成り立たない（函数がフレシェ微分可能でも、連続な偏導関数を持たないことが起こり得る）。

## ガトー微分との関係
函数 f: U ⊂ V → W が x ∈ U においてガトー微分可能であるとは、f が x において任意の方向へ沿った方向微分を持つときに言う。これはつまり、任意に選んだ h ∈ V に対して函数 g: V → W で
{\displaystyle g(h)=\lim _{t\to 0}{\frac {f(x+th)-f(x)}{t}}}
を満たすものが存在するという意味である。ただし、t は V に付随する係数体から取ったものである（ふつう t は実数である）。f が x においてフレシェ微分可能ならば、f は x においてガトー微分可能かつ g は線型作用素 A = Df(x) とちょうど一致する。しかし、任意のガトー可微分函数は必ずしもフレシェ微分可能でない。
例えば、 
{\displaystyle f(x,y)={\begin{cases}{\dfrac {x^{3}}{x^{2}+y^{2}}}&{\mbox{ if }}(x,y)\neq (0,0)\\0&{\mbox{ if }}(x,y)=(0,0)\end{cases}}}
で定義される実二変数実数値函数 f は (0, 0) において連続かつガトー微分可能で、その導函数は
{\displaystyle g(a,b)={\begin{cases}{\dfrac {a^{3}}{a^{2}+b^{2}}}&{\mbox{ if }}(a,b)\neq (0,0)\\0&{\mbox{ if }}(a,b)=(0,0).\end{cases}}}
となるが、函数 g は線型作用素でなく、故にこの函数 f はフレシェ微分可能でない。
より一般に、(r, φ) を (x, y) の極座標として、f(x, y) = g(r)h(φ) の形の函数は、g が 0 において微分可能で h(φ + π) = −h(φ) を満たすならば、(0, 0) において連続かつガトー微分可能となるが、ガトー導函数は線型であることしか言えず、フレシェ導函数が存在するのは h が正弦曲線であるときに限る。
別な状況として、 
{\displaystyle f(x,y)={\begin{cases}{\dfrac {x^{3}y}{x^{6}+y^{2}}}&{\mbox{ if }}(x,y)\neq (0,0)\\0&{\mbox{ if }}(x,y)=(0,0)\end{cases}}}
で与えられる函数 f は (0, 0) においてガトー微分可能で、任意の (a, b) に対して g(a, b) = 0, 従って線型作用素となる導函数を持つが、f は (0, 0) において連続でなく（これは曲線 (t, t3) に沿って原点に近づければわかる）、従って f は原点においてフレシェ微分可能とはなり得ない。
もっと微妙な例というのが、
{\displaystyle f(x,y)={\begin{cases}{\dfrac {x^{2}y}{x^{4}+y^{2}}}{\sqrt {x^{2}+y^{2}}}&{\mbox{ if }}(x,y)\neq (0,0)\\0&{\mbox{ if }}(x,y)=(0,0)\end{cases}}}
は連続函数、つまり (0, 0) においてガトー微分可能で、そのガトー導函数 g(a, b) = 0 はやはり線型となるが、f はフレシェ微分可能でない。仮にフレシェ微分可能であるとすると、そのフレシェ導函数はガトー導函数と一致せねばならず、それは零作用素なのだから、極限
{\displaystyle \lim _{(x,y)\to (0,0)}\left|{\frac {x^{2}y}{x^{4}+y^{2}}}\right|}
は零であるはずだが、一方曲線 (t, t2) に沿って原点に近づければ、この極限が存在しないことがわかる。
これらの場合が生じ得るのは、ガトー微分の定義において差分商の各方向への極限が個々に存在することのみを課し、異なる方向に対する収斂の速さについての条件を課さなかったからである。従って、与えられた正数 ε に対し、与えられた点の適当な近傍において各方向への差分商がその極限と ε 以内に収まるようすることができるけれども（これらの近傍は方向ごとに異なっていてもよい）、これらの近傍をどれほどでも小さくできるような方向の列が存在し得るから、点列をこれらの方向に沿って選ぶならば（全ての方向を一斉に考慮する）フレシェ微分における商は収斂しない。従って、線型ガトー導函数がフレシェ導函数の存在を保証するためには、差分商は全ての方向に対して一様に収斂しなければならない。
次の例は無限次元でのみ意味を持つものである。X をバナッハ空間、φ を X 上の線型汎函数で、x = 0 において不連続とする（不連続線型汎函数）。
{\displaystyle f(x)=\|x\|\varphi (x)}
と置けば f(x) は x = 0 でガトー微分可能で導函数は 0 となるが、極限
{\displaystyle \lim _{x\to 0}\varphi (x)}
は存在しないから、f(x) はフレシェ微分可能でない。

## 高階導函数
f が V の開部分集合 U の各点において微分可能ならば、その導函数
{\displaystyle Df\colon U\to L(V,W)}
は U から、V から W への連続線型作用素全体の成す空間 L(V, W) への写像である。この写像もまた導函数、即ち f の二階導函数を持つことができて、それは微分の定義により
{\displaystyle D^{2}f\colon U\to L(V,L(V,W))}
なる写像となる。二階微分をうまく扱うことが容易になるように、上式右辺の空間を反カリー化により V から W への連続双線型作用素全体の成すバナッハ空間 L2(V×V, W) と同一視する。すなわち L(V, L(V, W)) の元 φ は、V の任意の元 x, y に対して
{\displaystyle \varphi (x)(y)=\psi (x,y)}
を満たす L2(V×V, W) の元 ψ と同一視される（直観的には、x に関して線型な写像 φ が y に関して線型な値 φ(x) を持つというのは、x と y に関して双線型な写像 ψ を考えるのと同じであるということ）。
さらに再び
{\displaystyle D^{2}f\colon U\to L^{2}(V\times V,W)}
を微分すれば、各点において三重線型写像を与える「三階導函数」が得られる。以下同様に、n-階導函数は V から W への連続な n-重線型写像全体の成すバナッハ空間に値を取る写像
{\displaystyle D^{n}f\colon U\to L^{n}(V\times V\times \cdots \times V,W)}
になる。帰納的に、函数 f が U 上で n + 1 回微分可能であるとは、それが U 上で n 回微分可能かつ、各 x ∈ U に対して n + 1 変数の連続重線型写像 A で極限
{\displaystyle \lim _{h_{n+1}\to 0}{\frac {\|D^{n}f(x+h_{n+1})(h_{1},h_{2},\dots ,h_{n})-D^{n}f(x)(h_{1},h_{2},\dots ,h_{n})-A(h_{1},h_{2},\dots ,h_{n},h_{n+1})\|}{\|h_{n+1}\|}}=0}
が V 内の任意の有界集合上で h1, h2, …, hn に関して一様に存在するものが取れることを言う。この場合 A が f の x における (n + 1)-階導函数になる。